# Berger roumain corbeau
Le Berger roumain corbeau (en roumain : Ciobănesc Românesc Corb et en anglais : Romanian Raven Shepherd) est une race de chien de berger spécialisé dans la protection du bétail.
Il est originaire des régions du sud des Carpates : plus précisément des județs d'Argeș, de Brașov, de Dâmbovița et de Prahova, en Roumanie.
Ils sont connus depuis des générations sous le nom de « corbeaux » en raison de leur pelage noir.
La race a été officiellement reconnu par le club canin roumain le 14 novembre 2008 (Nomenclature FCI : groupe 2, section 2.2).